# Cheng Heng

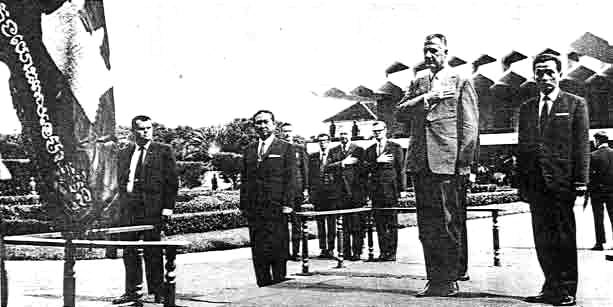
US-Vizepräsident Spiro Agnew und Cheng Heng (rechts), 1970

Cheng Heng (Khmer ឆេង ហេង; * 10. Januar 1916 in der Provinz Takeo; † 15. März 1996) war ein kambodschanischer Politiker und von 1970 bis 1971 Staatsoberhaupt der Khmer-Republik.

## Leben und Karriere
Cheng stammte aus einer Bauernfamilie mit großem Landbesitz und arbeitete sich zu einem erfolgreichen Geschäftsmann und Landbesitzer hinauf. Später heiratete er die Tochter des hohen Würdenträgers und langjährigen Ministers unter König Monivong und Norodom Sihanouk, Ung Hy. Er diente in der Kolonialverwaltung in Kambodscha, das seinerzeit zu Französisch-Indochina gehörte und erreichte Mitte der fünfziger Jahre den Grad eines Oudom Montrey (höherrangiger Mandarin).
Chengs frühe politische Karriere während der Herrschaft von Prinz Norodom Sihanouks Sangkum-Partei ist nicht genau bekannt. Er ging 1958 in die Politik und amtierte zwischen 1961 und 1962 als Minister für Landwirtschaft. 1962 wurde er in Takhmau für die Sangkum-Partei ins Parlament gewählt, doch verlor er diesen Sitz 1966 an einen Rivalen, den jungen Aktivisten Keo Sann. Cheng kehrte anschließend nach einer vorzeitigen Wahl in Phnom Penh ins Parlament zurück und wurde Präsident der Nationalversammlung.
Unmittelbar nach dem Umsturz im Jahr 1970, der zur Ablösung von König Sihanouk durch General Lon Nol und Prinz Sisowath Sirik Matak führte, wurde Cheng zum Staatsoberhaupt gemacht, bevor allgemeine Wahlen abgehalten werden konnten. Diese Funktion hatte im Wesentlichen einen zeremoniellen Charakter, politischen Einfluss zog sie nicht nach sich. Sihanouk nannte Cheng deshalb aus dem Exil „eine unwichtige Figur“. Er hielt Pressekonferenzen ab und empfing Staatsgäste, wobei es 1970 zu einem Zwischenfall kam, wobei Cheng mit amerikanischem Sicherheitspersonal aneinandergeriet, als er US-Vizepräsident Spiro Agnew empfangen sollte. Im Frühjahr 1972 löste Lon Nol Cheng als Staatsoberhaupt nach einer politischen Krise ab.
Nachdem die USA Druck auf Lon Nol ausgeübt hatten, die politische Basis der kambodschanischen Regierung zu verbreitern, wurde Cheng stellvertretender Vorsitzender des Hohen Politischen Rats, der das Land regieren sollte. Dessen Einfluss wurde allerdings durch Lon Nol immer wieder umgangen.
Als die Roten Khmer 1975 die Hauptstadt umzingelt hielten, veröffentlichten sie eine Liste mit sieben Verrätern, unter ihnen Cheng, die im Falle eines Sieges sofort exekutiert werden sollten. Cheng floh daraufhin am 1. April nach Paris, wo er sich einer Gruppe von Exil-Kambodschanern um Son Sann anschloss.
Cheng kehrte 1991 nach der von den UN ausgehandelten politischen Beruhigung Kambodschas zurück und gründete die Republikanische Koalitionspartei, die an der Wahl 1993 ohne Erfolg teilnahm.
Cheng Heng starb am 15. März 1996. Er hatte sieben Kinder.